# Clardea notatula
Clardea notatula är en insektsart som beskrevs av Stsl 1866. Clardea notatula ingår i släktet Clardea och familjen Tropiduchidae. Inga underarter finns listade i Catalogue of Life.